# Convento de Santo Domingo (Zaragoza)
El convento de Santo Domingo es un antiguo convento dominico de la ciudad de Zaragoza. El Convento de Santo Domingo estaba sito en la plaza de este nombre de Zaragoza próximo a la puerta de Sancho: fue fundado por los mismos religiosos.
El convento fue fundado por Jaime I y en 1250 ya se trabajaba en la iglesia monacal. Fue un conjunto arquitectónico impresionante, y en su refectorio se reunieron en varias ocasiones las Cortes de Aragón. Hoy apenas queda más que el mencionado refectorio, construido a principios del siglo XIV, y parte de la iglesia, construida en el siglo XVII.

## Características
Tenía una suntuosa iglesia de tres naves y un soberbio retablo mayor ejecutado en mármoles y adornado con excelentes obras de escultura de la misma materia. Es de orden dórico con cuatro columnas en el primer cuerpo y dos en el segundo, quedando enteramente aislado. Lo mandó construir en Génova el arzobispo de Valencia Fr. Isidoro de Aliaga para sepulcro de su hermano Luis, consejero de Estado e inquisidor general y habiéndose destinado para retablo se consiguió un doble objeto pues al pie del mismo por la parte del coro, que se halla detrás fue sepultado el inquisidor.
Las venerables memorias del edificio que nos ocupa no le salvaron en época antigua de una lamentable restauración en el exterior de la iglesia ni posteriormente de la transformación más completa que a tal equivale el uso de presidio a que se halló destinado.
El claustro con su techo de crucería y con sus arcos subdivididos en tres menores por delgadas columnitas, pertenecía al género plateresco al paso que ostentaban las pirámides, calados y colgadizos del gótico un nicho de sepulcro abierto en sus paredes donde yace el cardenal de la orden, fray Jerónimo Xavierre.
Elevadas bóvedas de esbelta ojiva cubrían un salón prolongado a manera de corredor que debió servir de casa capitular y el vasto refectorio partido en dos naves por cuatro columnas.
Este convento ha producido varones insignes y célebres para la república literaria y para el buen gobierno de la iglesia: además de muchos oradores eminentes, cuenta también al citado cardenal Xavierre, a fray Íñigo de la Almunia, obispo de Zaragoza, fray Juan García, obispo de Mallorca, fray Miguel de Épila, obispo de Urgel o fray Joaquín Briz, maestro general de la orden y obispo de Segovia.
Este mismo convento oyó legislar a la nación aragonesa reunida en Cortes con su monarca. En 1859 se establecieron en lo que fue entrada principal de este convento las religiosas Capuchinas. Contigua al mismo y con puerta separada á la calle, se hallaba una pequeña iglesia llamada la Capilla del Milagro, que tenía comunicación al interior de la principal.

## El convento en la actualidad
Del antiguo convento tan solo se conserva el refectorio, ya que el resto fue destruido durante los sitios de Zaragoza en 1809.
El convento ha sido utilizado en diferentes épocas como asilo municipal, escuela preparatoria militar, casa consistorial de Zaragoza, museo de Bellas Artes y escuelas municipales o colegio nacional de enseñanza general básica.
Desde 1984, se halla dedicado a instituto de enseñanza. En 2001, se practicó una importante reforma en el refectorio en la que se apuntaló y se desmontaron algunos despachos y columnas de fundición.